# Akebia
Akebia é um gênero botânico da família Lardizabalaceae.

## Espécies
- Akebia chingshuiensis
- Akebia longeracemosa
- Akebia quinata
- Akebia trifoliata
- Akebia ×pentaphylla